# Credit One Stadium
O Credit One Stadium é um estádio de tênis localizado dentro do complexo de tênis "Family Circle Tennis Center" em Daniel Island em Charleston, Carolina do Sul, Estados Unidos. 
Construído em 2001, o Family Circle Tennis Center tem 17 quadras, incluindo o estádio principal de 10.200 lugares, chamado "Credit One Stadium" depois que o Credit One Bank se tornou o novo patrocinador titular em 2021. Desde 2001, ele hospeda o torneio Charleston Open do WTA Tour, um torneio WTA 500, e é a única instalação a sediar um evento do WTA Tour que é jogado em quadras de saibro verde (Har-Tru).

## Histórico
Em abril de 2021, o Charleston Open marcou a inauguração do novo estádio principal do centro. Depois que algumas partes do estádio original foram demolidas, as novas seções de assentos foram construídas junto com uma nova "Stage House" de 21.000 metros quadrados e quatro andares para todas as instalações dos jogadores, que é encimada por um novo dossel que fornece sombra e capacidade de equipamento para shows. As reformas ampliaram a capacidade do estádio de 7.000 para 11.000 torcedores. Atualizações adicionais foram feitas na iluminação, paisagismo, ofertas de concessão e banheiros das instalações. A reforma foi estimada em US$ 40 milhões e financiada principalmente pelos proprietários do Charleston Tennis, Ben Navarro, e sua esposa, Kelly, com outros US$ 3 milhões orçados pela cidade de Charleston nos anos seguintes.
Em julho de 2021, o Charleston Open nomeou o Credit One Bank como o patrocinador principal do torneio de tênis. O banco assumiu os naming rights do principal estádio do centro em um contrato de vários anos.

## Competições
- WTA de Charleston

## Eventos
O Credit One Stadium já recebeu shows no verão por 20 anos, como:
- John Mayer
- The Moody Blues
- O.A.R.
- Train
- Needtobreathe [en]
- Blues Traveler
- Cracker [en]
- Hootie & the Blowfish
- Collective Soul
- Bob Dylan
- The Lumineers
- Barenaked Ladies
- The Killers
- Everclear
- fun.
- Willie Nelson
- Plain White T's
- Daughtry
- Goo Goo Dolls
- Third Eye Blind
- Alabama Shakes
- Ellie Goulding
- Ben Folds
- Death Cab for Cutie
- Panic! at the Disco
- Weezer
- Sister Hazel
- Jimmy Buffett
- Our Lady Peace
- Tonic [en]
- The B-52s
- Culture Club
- Tom Bailey [en]
- Thompson Twins
- Phish
- Dave Matthews Band
- Elton John
- Stevie Nicks
- Zac Brown Band
- The Black Keys
- Band of Horses
- 311
- The Dirty Heads

O álbum Hootie & the Blowfish Live in Charleston [en] foi gravado lá em 12 de agosto de 2005.

## Outros nomes
- Family Circle Tennis Center